# Jaymillio Pinas
Jaymillio Pinas (Amsterdam, 3 mei 2002) is een Nederlands voetballer die bij voorkeur als aanvaller speelt. Hij is een neef van Aurelio Oehlers.

## Clubcarrière

### Ajax
Pinas speelde in de jeugd van FC Abcoude, FC Volendam en AFC Ajax, waar hij 2018 een contract tot medio 2021 tekende. Hij debuteerde in het betaald voetbal voor Jong Ajax op 16 september 2019, in de met 2-0 gewonnen thuiswedstrijd in de Eerste divisie tegen Jong PSV. Hij kwam in de 61e minuut in het veld voor Leo Thethani en gaf in de 90+2e minuut de assist op de 2-0 van mededebutant Max de Waal. In de zomer van 2021 werd zijn contract bij Ajax niet verlengd en vertrok Pinas transfervrij. 

### FC Dordrecht
Eind januari 2022 gaf FC Dordrecht de clubloze Pinas een kans met een halfjaar contract. Nadat Pinas wedstrijdfit werd bevonden tekende Pinas een contract tot de zomer van 2024.

### Statistieken
| Seizoen                    | Club           | Land           | Competitie     | Competitie | Competitie | Beker | Beker | Totaal | Totaal |
| Seizoen                    | Club           | Land           | Competitie     | Wed.       | Dlp.       | Wed.  | Dlp.  | Wed.   | Dlp.   |
| -------------------------- | -------------- | -------------- | -------------- | ---------- | ---------- | ----- | ----- | ------ | ------ |
| 2019/20                    | Jong Ajax      | Nederland      | Eerste divisie | 1          | 0          | –     | –     | 1      | 0      |
| 2020/21                    | Jong Ajax      | Nederland      | Eerste divisie | 16         | 1          | –     | –     | 16     | 1      |
| 2021/22                    | FC Dordrecht   | Nederland      | Eerste divisie | 6          | 0          | 0     | 0     | 6      | 0      |
| Carrièretotaal             | Carrièretotaal | Carrièretotaal | Carrièretotaal | 23         | 1          | 0     | 0     | 23     | 1      |
| Bijgewerkt op 27 juni 2022 |                |                |                |            |            |       |       |        |        |